# Imrich Karvaš
Imrich Karvaš (Hontvarsány, 1903. február 25. - Pozsony, 1981. február 20.) szlovák nemzetgazdász, ügyvéd, főiskolai oktató.

## Élete
Szülei Karvaš Viktor és Gregor Mária voltak. Testvére volt Jozef Karvaš tanár, levéltáros.
A második világháború idején a Szlovák Nemzeti Bank első vezetője. A németellenes ellenállás és a Szlovák Nemzeti Felkelés támogatója volt, a szlovák aranykészlet biztosítója. Mielőtt elmenekült volna a Gestapo letartóztatta és Berlinben hallgatták ki. Több koncentrációs tábort is megjárt. Különleges politikai fogoly státuszt kapott, majd Tirolba való áthelyezését követően német katonák, később az amerikai hadsereg katonái szabadították ki. Fogsága negatívan hatott egészségi állapotára.
A háború után pedagógusi pályán helyezkedett el, de a kommunizmus elutasítása miatt börtönbe került és üldözték. 1969-ben rehabilitálták. Szívinfarktusban hunyt el.

## Emléke
- 2008 Léva, emléktábla a szülőházán
- Pozsonyban utcát neveztek el róla a Szlovák Nemzeti Banknál
- Emléktábla mellszobrával a Szlovák Nemzeti Bank falán
- 2022-től tervezik az egész alakos szobrát Pozsonyban[6]

## Művei
- 1928 Hospodárska štatistika Slovenska. Bratislava.
- 1929 Menový problém. Bratislava.
- 1929 Medzinárodný menový problém so zvláštnym zretelom na francúzsku štabilizáciu. In: Bratislava III, 893-937.
- 1931 Štátne príjmy a konjunktúra. Bratislava.
- 1932 Vliv kartelov na konjunktúru. Bratislava.
- 1933 Sjednocení výrobních podmínek v českých zemích na Slovensku. Praha.
- 1937 Problematika času v hospodárskej teórii. Bratislava.
- 1947/1999 Základy hospodárskej vedy 1-2. Martin/ Bratislava.
- 1994 Moje pamäti - V pazúroch gestapa. Bratislava.